# Via Banchi di Sopra

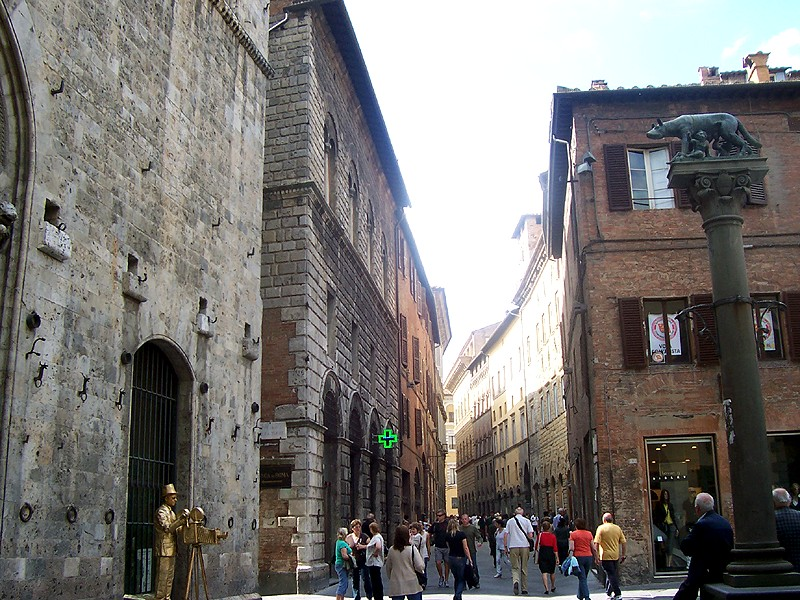
La Via Banchi di Sopra au niveau de la piazza Tolomei, avec la Lupa senese sur sa colonne.

La via Banchi di Sopra (littéralement la « rue des banques du haut ») est une rue du centre historique de Sienne en Toscane qui appartient à un des trois Terzi de la cité, celui de la Camollia. Elle  circule depuis le Nord  et la porta Camollia par la via Montanini en  se prolongeant vers le bas en  via Banchi di Sotto  au niveau de la Croce del Travaglio (où se situe  la Loggia della Mercanzia et le départ de la Via di Città).

## Histoire
Elle correspond à la partie urbaine de la Via Francigena entre ses extrémités  Nord (Camollia) et Sud-Est (Romana).
C'est aujourd'hui une des rues les plus commerçantes et touristiques de la ville.

## Architecture
Elle est bordée de nombreux palais  médiévaux :
- la Piazza Salimbeni  et ses palais   Salimbeni, Spannocchi, Tantucci
- le Palazzo Bichi Ruspoli et ces deux tours raccourcies,
- l'Arco dei Rossi,
- le  Palazzo Cinughi de' Pazzi,
- le Palazzo Pannilini Zuccantini,
- le Palazzo Tolomei à la hauteur de la piazza Tolomei,